# Last Moment
「Last Moment」（ラスト・モーメント）は、日本のロックバンドであるSPYAIRの楽曲。同バンドの2枚目のシングルとして、2010年12月1日にSony Music Associated Recordsからリリースされた。

## 概要
前作「LIAR」から約4か月ぶりのリリース。収録曲4曲のうち2曲にタイアップがついており、表題曲「Last Moment」はテレビアニメ『BLEACH』のエンディングテーマ、カップリング曲の「Just Like This」はLISMOドラマ『恋色円舞』の主題歌としてそれぞれ使用された。
初回生産限定盤、通常盤、BLEACH盤の3形態で発売され、初回生産限定盤は「Last Moment」のミュージック・ビデオを収録したDVDが付属し、BLEACH盤はディスクジャケットが『BLEACH』のイラストとなっている。なお、SPYAIRが3形態で作品をリリースしたのは本作が初である。

## 収録内容
| 全作詞: MOMIKEN、全編曲: SPYAIR。 |                      |           |          |      |
| #                                 | タイトル             | 作詞      | 作曲     | 時間 |
| 1.                                | 「Last Moment」      | MOMIKEN   | UZ       | 3:11 |
| 2.                                | 「哀より愛し」       | MOMIKEN   | UZ       | 4:01 |
| 3.                                | 「ノンフィクション」 | MOMIKEN   | UZ       | 3:25 |
| 4.                                | 「Just Like This」   | MOMIKEN   | IKE & UZ | 4:34 |
| 合計時間:                         | 合計時間:            | 合計時間: | 15:11    |      |

| #  | タイトル                     | 作詞 | 作曲・編曲 |
| -- | ---------------------------- | ---- | ---------- |
| 1. | 「Last Moment」(Music Video) |      |            |

## 楽曲解説
1. Last Moment
  - テレビ東京系アニメ『BLEACH』第25期エンディング・テーマ

「仲間」を想って制作された曲[5]。楽曲の世界観は感情の起伏を導くドラマティックなものとなっており[6]、Musicnetの大野貴史は「勢いと熱があり、かつ踊れる曲に仕上がっている[7]」と評した。
2. 哀より愛し
元はインディーズ時代のシングル『感情ディスコード』のカップリング曲であり、リマスタリングして本作に再録された[6]。
3. ノンフィクション
  - MUSIC ON! TV『5リオシ!』BGM
4. Just Like This
  - LISMOドラマ『恋色円舞』主題歌

野外ライブ活動を通してSPYAIRを応援してくれるファンのために制作された[6]、スケールの大きな曲[7]。2010年6月27日に名古屋市で開催された野外ライブで初めて披露された曲であり、その後も「SPYAIR主体の野外ライブでのみ演奏する」という縛りが設けられている[6]。16thシングル『ファイアスターター』に「JUST LIKE THIS 2015」として再録された。

## 収録アルバム
1. Last Moment
  - 1stスタジオ・アルバム『Rockin' the World』
  - 1stベスト・アルバム『BEST』
2. 哀より愛し
  - 2ndスタジオ・アルバム『Just Do It』
  - 1stベスト・アルバム『BEST』
3. ノンフィクション
  - 1stスタジオ・アルバム『Rockin' the World』
  - 1stベスト・アルバム『BEST』
4. Just Like This
  - 1stスタジオ・アルバム『Rockin' the World』
  - 1stベスト・アルバム『BEST』